# Aly et Fila
Aly & Fila est un groupe de trance égyptien formé de deux disc jockeys et producteurs Aly Amr Fathalah et Fadi Wassef Naguib. Chaque semaine sur une webradio (Digitally Imported radio), ils mixent de la musique trance dans leur propre émission appelée Future Sound of Egypt.

## Biographie
Aly Amr Fathalah et Fadi Wassef Naguib sont nés en 1981 et se connaissent depuis la maternelle. Après avoir découvert et adoré le style de musique de Paul Van Dyk, Steve Helstrip (The Thrillseekers) et Chicane, ils créent leur petit et premier studio et commencent à mixer de la musique électronique en 1999. Après s'être installés en Égypte, ils décident de continuer leur carrière en international. En 2002, ils signent un contrat avec le label allemand : Euphonic Records (le label de Ronski Speed). Leur premier single, Eye of Horus, est bien accueilli de la part de Paul Van Dyk, Armin Van Buuren, Tijs Verwest et de nombreux autres[réf. nécessaire] ; il est publié sur le label hollandais Fundamental Recordings, et atteint la quatrième position du classement Dutch Dance Charts.
Ils sont classés dans le DJ Mag depuis 2008. Ils atteignent la 111e en 2007, la 31e en 2008, la 22e en 2009, la 20e en 2010, la 22e en 2011, la 19e en 2012 et la 20e en 2013. Après avoir pris contact avec Euphonic Records, Fila rencontre Andy Prinz afin de lancer leur premier sous-label : Offshore. D'autres singles provenant d'artistes égyptiens sont sortis par la suite sur ce label ; le label est racheté par Armada Music début 2010. Aly et Fila ont également l'occasion de mixer aux côtés d'Armin van Buuren dans son émission : A State of Trance (épisode 300, épisode 350 épisode 400, épisode 550, 540, 600 et le dernier épisode 700 aux Pays-Bas le 21 février 2015), mais aussi de mixer au festival Crystal Clouds, en 2008.

## Discographie

### Albums studio
- 2010 : Rising Sun
- 2011 : Rising Sun (The Remixes)
- 2013 : Quiet Storm
- 2014 : The Other Shore
- 2017 : Beyond The Light

### Compilations
- 2008 : TranceWorld Vol. 2
- 2010 : Future Sound of Egypt Vol. 1
- 2012 : Future Sound of Egypt Vol. 2
- 2014 : Trance Nation (Mixed By Aly & Fila)
- 2015 : Future Sound of Egypt Vol. 3

### Productions
- 2003 : Eye of Horus
- 2005 : Spirit of Ka
- 2007 : Ankh - Breath of Life
- 2007 : Aly & Fila pres A&F Project - Uraeus
- 2007 : Thebes
- 2008 : Lost Language
- 2008 : Key of Life
- 2008 : Dynasty
- 2009 : Khepera
- 2009 : Rosaires
- 2010 : My Mind is with You (feat. Denise Rivera)
- 2010 : Listening (feat. Josie)
- 2010 : I Can Hear You (feat. Sue McLaren)
- 2011 : Paradise (feat. Tiff Lacey)
- 2011 : We Control the Sunlight (feat. Jwaydan)
- 2011 : Freedom
- 2011 : Still (feat. Sue McLaren)
- 2011 : 200 (FSOE 200 Anthem)
- 2012 : Coming Home (feat. Jwaydan)
- 2012 : Vapourize (vs John O'Callaghan)
- 2013 : Speed of Sound (feat. Tricia McTeague)
- 2013 : Running Out of Time (feat. Chris Jones)
- 2013 :  Mysteries Unfold (feat. Sue McLaren)
- 2014 : For All Time (with Jaren)
- 2014 : Eye 2 Eye (FSOE 350 Anthem) (meets Roger Shah feat. Sylvia Tosun)

### Coproductions
- 2007 : Aly & Fila vs. FKN feat Jahala - How Long
- 2007 : Aly & Fila vs. Amadeus - A Dream of Peace
- 2009 : John O'Callaghan & Aly & Fila - Megalithic
- 2010 : Aly & Fila vs. Bjorn Akesson - Perfect Red
- 2010 : Aly & Fila vs. Activa - Medellin
- 2010 : Aly & Fila vs. Philippe El Sisi feat. Senadee - Without You (The Never Knowing)
- 2012 : Aly & Fila meet. Roger Shah - Perfect Love

### Remixes
- 2004 : Audioplacid - Diving (Aly & Fila Remix)
- 2005 : York - Iceflowers (Aly & Fila Remix)
- 2005 : Filo & Peri meet Mike Foyle - Luana (Aly & Fila Remix)
- 2006 : The Thrillseekers feat. Gina Dootson - By Your Side (Aly & Fila Remix)
- 2006 : Tatana - Interview With An Angel (Aly & Fila Remix)
- 2006 :  Miguel Sassot - Empty (Aly & Fila Remix)
- 2006 : York feat. Asheni - Mercury Rising (Aly & Fila Remix)
- 2006 : Magic Island - Paradise (Aly & Fila Remix)
- 2007 : Lost Witness vs. Sassot - Whatever (Aly & Fila Remix)
- 2007 : FKN feat. Jahala - Why (Aly & Fila Remix)
- 2007 : Deems - Tears of Hope (Aly & Fila Remix)
- 2007 : Mark Eteson & Jon Prior - Dynamic Stability (Aly & Fila Remix)
- 2007 : DT8 Project - Hold Me Till The End (Aly & Fila Remix)
- 2007 : DJ Atmospherik - You Owe Me (Aly & Fila Remix)
- 2007 : Andy Prinz With Naama Hillman - Quiet Of Mind (Aly & Fila Remix)
- 2007 : Mr. Sam featuring Kirsty Hawkshaw - Split (Aly & Fila Remix)
- 2007 : Abbott & Chambers - Never After (Aly & Fila Remix)
- 2007 : Six Senses pres. Xposure - Niagara (Aly & Fila Remix)
- 2007 : Ben Gold - Roll Cage (Aly & Fila Remix)
- 2007 : Majera - Velvet Sun (Aly & Fila Remix)
- 2008 : Mungo - Summer Blush (Aly & Fila Rework)
- 2008 : Armin van Buuren feat. Susana - If You Should Go (Aly & Fila Remix)
- 2008 : Tarja Turunen - The Reign (Aly & Fila Remix)
- 2008 : Lange - Out of The Sky (Aly & Fila Remix)
- 2008 : Ben Gold feat. Senadee - Say the Words (Aly & Fila Remix)
- 2008 : DJ Shah feat. Adrina Thorpe - Back To You (Aly & Fila Remix)
- 2008 : Filo & Peri feat. Eric Lumiere - Shine On (Aly & Fila Remix)
- 2008 : Rapid Eye - Circa Forever (Aly & Fila Remix)
- 2008 : Aly & Fila vs. FKN feat. Jahala - How Long (Aly & Fila Remix)
- 2008 : DJ Shah a.k.a Sunlounger feat Zara - Lost (Aly & Fila Remix)
- 2008 : Ferry Corsten - Galaxia (Aly & Fila Rework)
- 2009 : DNS Project pres. Whiteglow - Airbourne (Aly & Fila Remix)
- 2009 : Vast Vision feat. Fisher - Everything (Aly & Fila Remix)
- 2009 :  Neptune Project - Aztec (Aly & Fila Remix)
- 2009 : Philippe El Sisi feat. Aminda - You Never Know (Aly & Fila Remix)
- 2009 : Sly One - This Late Stage (Aly & Fila Remix)
- 2010 : Leon Bolier - Shimamoto (Aly & Fila Remix)
- 2010 :  Max Graham feat. Ana Criado - Nothing Else Matters (Aly & Fila Remix)
- 2010 : Nacho Chapado & SMAZ feat. Sue McLaren - Between Heaven and Earth (Aly & Fila Remix)
- 2010 : Solarstone - Touchstone (Aly & Fila remix)
- 2010 : Gaia - Aisha (Aly & Fila Remix)
- 2010 : John Askew - Intimate Strangers (Aly & Fila Remix)
- 2011 : Sied van Riel feat. Nicole McKenna - Stealing Time (Aly & Fila Remix)
- 2011 : Ayumi Hamasaki - Days (Aly & Fila Remix)
- 2011 : Ayumi Hamasaki - Days (Aly & Fila Dub Mix)
- 2011 : Protoculture feat. Shannon Hurley – Sun Gone Down (Aly & Fila Remix)
- 2011 : Mandala Bros - Return To India (Aly & Fila Remix)
- 2011 : Joel Hirsch & Dustin Allen – Alive (Aly & Fila Remix)
- 2011 : Bjorn Akesson & Jwaydan - Xantic (Aly & Fila vs Bjorn Akesson Remix)
- 2012 : Gareth Emery feat. Christina Novelli - Concrete Angel (Aly & Fila remix)
- 2012 : Alex M.O.R.P.H. feat. Hannah - When I Close My Eyes (Aly & Fila Remix)
- 2013 : Global Experience feat. JES - Higher Than The Sun (Aly & Fila Remix)
- 2013 : Simon O'Shine & Sergey Nevone - Apprehension (Aly & Fila Remix)
- 2013 :  Armin Van Buuren feat. Laura Jansen - Sound of the Drums (Aly & Fila Remix)
- 2014 : Luke Bond feat. Roxanne Emery - On Fire (Aly & Fila Remix)
- 2014 : Peter Santos - Under The Same Sky (Aly & Fila Remix)